# Capendu
Capendu (okzitanisch Campendut) ist eine südfranzösische Gemeinde mit 1461 Einwohnern (Stand 1. Januar 2022) im Département Aude in der Region Okzitanien.

## Lage
Das Runddorf (Circulade) Capendu liegt an der Aude auf einer Höhe von etwa 85 Metern ü. d. M. etwa 17 Kilometer östlich von Carcassonne bzw. etwa 40 Kilometer westlich von Narbonne. Der Ort hat einen stillgelegten Bahnhof an der Strecke Narbonne – Carcassonne.

## Bevölkerungsentwicklung
| Jahr      | 1968 | 1975 | 1982 | 1990 | 1999 | 2018 |
| Einwohner | 1413 | 1160 | 1198 | 1291 | 1380 | 1473 |

Seit dem frühen 19. Jahrhundert (der Ort hatte damals um die 600 Einwohner) war trotz der Reblauskrise im Weinbau bis in die 1930er Jahre ein stetiges Bevölkerungswachstum festzustellen. Aufgrund der zunehmenden Mechanisierung der Landwirtschaft und des Weinbaus ging die Einwohnerzahl seitdem bis auf die Tiefststände in den 1970er, 1980er und 1990er Jahren zurück. Wegen der Nähe zu Carcassonne und den auf dem Lande deutlich niedrigeren Grundstücks- oder Immobilienpreisen ist seitdem wieder ein Anwachsen der Bevölkerungszahlen zu verzeichnen.

## Wirtschaft
In früheren Zeiten lebten die Bewohner des Ortes als weitgehende Selbstversorger von der Landwirtschaft, wobei neben Getreide auch Wein angebaut wurde. Daneben betrieb man ein wenig Viehzucht (Schweine, Hühner etc.). Wie in vielen Orten des Languedoc dominiert seit dem 19. Jahrhundert der Weinbau; der Ort gehört zu den Vignoble de la Montagne d’Alaric im Weinbaugebiet Corbières, doch werden die hier produzierten Weine auch über die Appellationen Aude, Languedoc, Pays Cathare  und Pays d’Oc vermarktet. Wegen der Absatzkrise bei französischen Weinen werden aber auch Getreide (Weizen, Mais) und Sonnenblumen ausgesät. Der Tourismus in Form der Vermietung von Ferienwohnungen (gîtes) spielt seit den 1960er Jahren ebenfalls eine bedeutsame Rolle für die Einnahmen der Bevölkerung und der Gemeinde.

## Geschichte
Auf dem Gemeindegebiet wurden Keramikreste gefunden, deren Alter auf – nahezu unglaubliche – 20.000 Jahre geschätzt wurde. Aus gallorömischer Zeit wurden die Reste einer Siedlung entdeckt. Eine Burg (château) stand möglicherweise schon im 10. Jahrhundert. In Dokumenten des 12. Jahrhunderts ist der Name Camp pendu (= ‚hängendes Feld‘) überliefert – ein Flurname, an den der Ort wahrscheinlich sukzessive im 11. und 12. Jahrhundert verlegt wurde und dessen Name übernommen wurde. Vom 13. Jahrhundert bis zum Beginn der Französischen Revolution gehörte der Ort zur Grundherrschaft (seigneurie) der Bischöfe von Narbonne.

## Sehenswürdigkeiten
- Der alte Ortskern gehört zum Typus der Circulades – Runddörfer, die aus Verteidigungsgründen um einen Kern, bestehend aus einer Burg und/oder Kirche, herum angelegt wurden und deren äußere Häuserfront als Ersatz für eine kostspielige Stadtmauer diente.
- Die Apsis und der Südturm der ehemaligen mittelalterlichen Burgkapelle und späteren Pfarrkirche stammen aus dem 15./16. Jahrhundert. Beide liegen teilweise in Ruinen; trotzdem sind sie im Jahr 1927 als Monument historique anerkannt worden.[1]
- Unmittelbar daneben steht die einschiffige, im Innern ausgemalte Kirche Saint Martin – ein neogotischer Bau des frühen 19. Jahrhunderts (1825). Anstelle eines Turms hat sie lediglich einen kleinen Glockengiebel (clocher mur).
- Die romanische Kapelle Saint-Martin de Sursac befindet sich auf dem heutigen Friedhof. Sie war wahrscheinlich – vor seinem Umzug – die mittelalterliche Kirche des Ortes. Der kleine Bau mit seinem Spitztonnengewölbe im Innern wurde bereits im Jahr 1913 als Monument historique anerkannt.[2]
- In der Umgebung des Ortes befinden sich ein Waschhaus (lavoir) und eine Mühle aus dem 19. Jahrhundert.